# Sum liniowy
Sum liniowy, platydora kolczasta (Platydoras armatulus) – gatunek słodkowodnej ryby sumokształtnej z rodziny kirysowatych (Doradidae).

## Występowanie
Występuje w wodach Amazonki, Parany, Paragwaju oraz Orinoko w Ameryce Południowej. Zamieszkuje rzeki oraz potoki o słabym nurcie, a także rozlewiska. Znajduje ukrycie wśród zatopionych korzeni lub roślinności wodnej.

## Charakterystyka
W naturze osiąga rozmiary do 24 cm długości, w akwariach zazwyczaj nie przekracza 15 cm. Ubarwienie ciała ciemnobrązowe lub czarne. Wzdłuż linii bocznej biegnie biały lub bladożółty pas rozpoczynający się nad oczami, a kończący się u podstawy płetwy ogonowej. Tego samego koloru jest również dolna część pyska i głowy, kolczasty pierwszy promień płetwy piersiowej, a także linia ciągnąca się na grzbiecie ryby. Błony płetw piersiowych czarne, białe na tylnej krawędzi. Płetwy brzuszne, odbytowe, grzbietowa i ogonowa białe lub bladożółte, przecinane przez ciemne pasy. Płetwa tłuszczowa czarna, u góry biała. Podbrzusze szarawe. Jak u większości kirystowatych, ciało (z wyjątkiem części brzusznej) pokryte jest płytkami kostnymi tworzącymi rodzaj pancerza. Wzdłuż jasnego pasa pośrodku ciała układa się rząd małych kolców, aż do podstawy płetwy ogonowej. Kolce obecne są również na przednich krawędziach płetw piersiowych. Otwór gębowy wyposażony w trzy pary wąsików.
Dymorfizm płciowy słabo widoczny. Dorosłe samice zwykle pełniejsze od samców.

## Zachowanie
Ryba wszystkożerna. Pobiera pokarm, przebierając rzeczny detrytus. Prowadzi nocny tryb życia.
Ryba jest w stanie wytwarzać skrzeczące dźwięki poprzez pocieranie kolczastych płetw piersiowych o ciało. Produkuje również niskie, wibrujące odgłosy, które powstają w wyniku nagłego skurczenia i rozluźnienia mięśnia znajdującego się między czaszką a pęcherzem pławnym. Wypełniony powietrzem pęcherz rezonuje, tworząc dźwięk. Platydory potrafią odróżniać owe odgłosy od innych, co pozwala im używać ich w celu komunikowania się między sobą, na przykład w trakcie tarła bądź sprzeczek między osobnikami. 

## W akwarium
Sum liniowy to ryba o spokojnym usposobieniu, dlatego można trzymać ją w akwariach wielogatunkowych z innymi gatunkami o podobnych wymaganiach. Panuje opinia, że potrafi stanowić zagrożenie jedynie dla bardzo małych ryb, które mogą zmieścić się w jego pysku. Aktywny głównie wieczorem i w nocy, przy wyłączonym oświetleniu. Za dnia chowa się w kryjówkach, będących niezbędną częścią aranżacji zbiornika, który sum ma zamieszkiwać. Takim miejscem ukrycia może być korzeń, gęsta roślinność, kamienna jaskinia czy rura ceramiczna. Innym kluczowym elementem wystroju jest podłoże z drobnego piachu. Podbrzusze sumów, a także ich wąsiki są delikatne i wrażliwe na uszkodzenia, dlatego odradza się stosowania podłoży kamienistych. Sam zbiornik powinien mierzyć przynajmniej 120 cm długości dla jednego osobnika. Mimo że platydora jest mało aktywna w trakcie dnia, nocą chętnie pływa po całym akwarium, dlatego trzeba pamiętać o zachowaniu wolnej przestrzeni do pływania. Nie jest wybredna, akceptuje każdy pokarm dla ryb akwariowych. Należy zadbać o to, aby karma opadała na dno zbiornika, ponieważ to właśnie tam żeruje sum. Zważywszy na nocną aktywność ryby, jedzenie powinno podawać się, gdy w akwarium panuje ciemność.